# 歯槽堤

人間の頭の矢状面（側面）図。上歯槽堤は数字の4と5の間に位置する。

歯槽堤（しそうてい、英: Alveolar ridge, alveolar margin）または顎堤（がくてい）は、下顎骨または上顎骨の延長線上にある2つの顎堤のうちの1つで、上歯と硬口蓋の間の口蓋、または下歯の後ろの口の底部のいずれかの位置にある。人間の口蓋のほとんどは硬口蓋と軟口蓋である。歯槽堤は歯槽を含む。上歯のすぐ上か下歯のすぐ下の部分で舌で感じることができる。その表面は小さな隆起で覆われている。
音声学では歯茎（alveolar ridge）と呼ばれ、「上の門歯後方のやや平らな部分」と定義されている。
（上）歯茎とは、上の前歯のすぐ後ろにある小さな隆起で、舌で簡単に感じることができる。
舌尖や舌端が歯槽堤に触れるまたは接近することで狭窄部が作られる子音は歯茎音（alveolar consonants）と呼ばれる。日本語における歯茎音の例は、例えば、[t]（た、て、との子音）、[d]（だ、で、どの子音）、[s]（さ、す、せ、その子音）、[z]（ざ、ず、ぜ、ぞの子音）、[n]（な行の子音））、[ɾ]（ラ行の子音が母音に挟まれた時）などである。英語ではこれに加えて、[l]（例えばlurid）がある。ただし、ニューヨーク訛りの話者が上歯の裏の位置で [t] や [d] を発音する（歯閉鎖音）などの例外もある。これらの音を発音するとき、舌は上歯槽堤に触れる（[t]、[d]、[n]）か、ほぼ触れる（[s]、[z]）。他の多くの言語では、これらの文字を使って転写された子音はわずかに異なって調音されており、しばしば歯音と表現される。多くの言語では、子音は舌を上歯槽堤に触れさせるか、接近させて発音される。前者は歯茎破裂音（[t] や [d] など）と呼ばれ、後者は歯茎摩擦音（[s] や [ʃ] など）と呼ばれる。

## 推奨文献
- Roach, Peter: English Phonetics and Phonology. Cambridge University Press, 2004.